# Veneto vasútállomásainak listája

Veneto régió

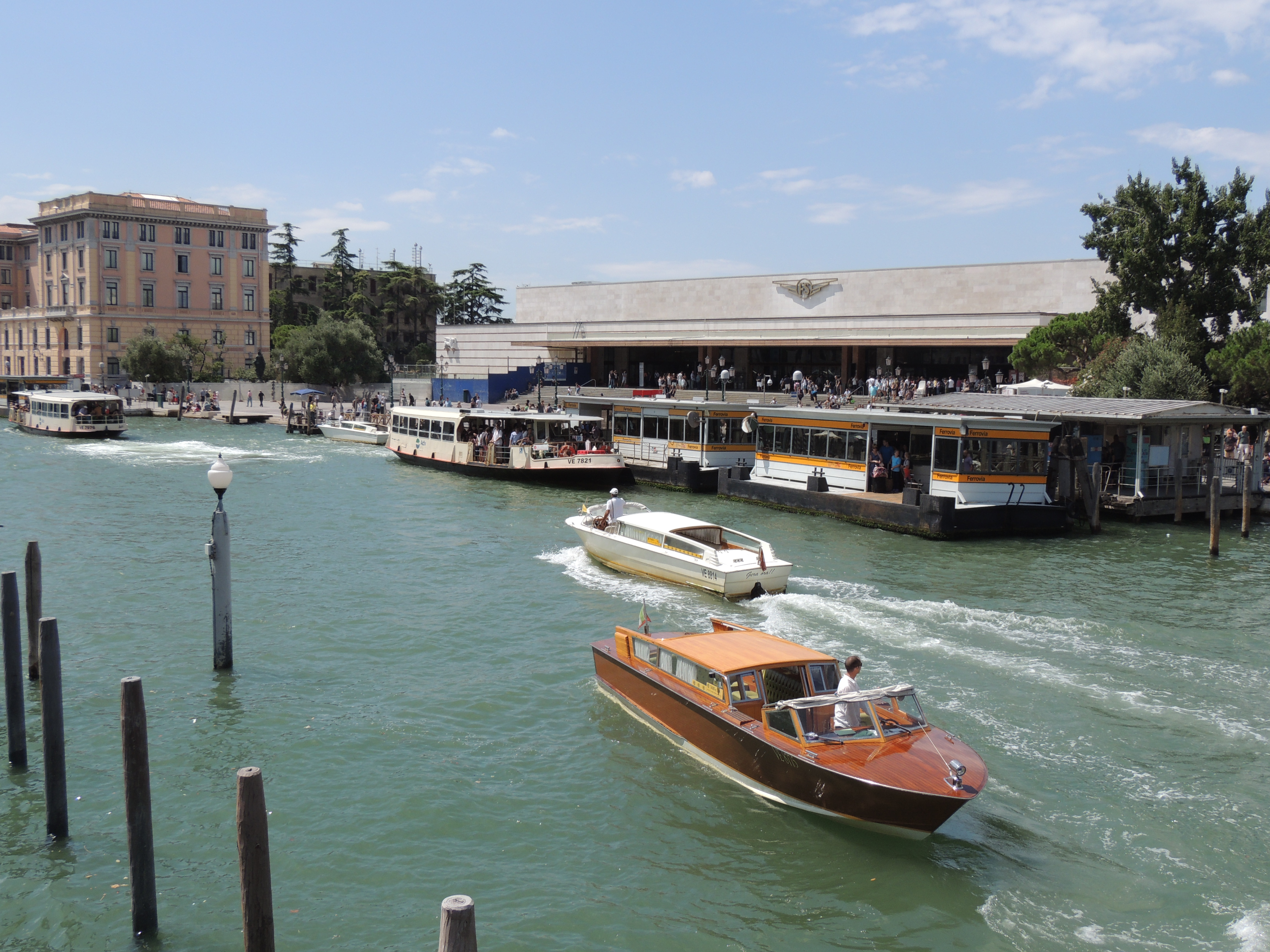
Venezia Santa Lucia

Ez a lista az olasz Veneto régió vasútállomásait sorolja fel ábécé sorrendben.

## A lista
| Állomás neve                                | Cím                                    | Közigazgatási egység          | Megye | Hálózat        | Kategória |
| ------------------------------------------- | -------------------------------------- | ----------------------------- | ----- | -------------- | --------- |
| Stazione di Abano Terme                     | Via della Stazione, 10                 | Abano Terme                   | PD    | RFI            | bronz     |
| Stazione di Adria                           | Via Umberto Maddalena, 32              | Adria                         | RO    | RFI            | ezüst     |
| Stazione di Alano-Fener-Valdobbiadene       | Via Stazione, 106                      | Alano di Piave                | BL    | RFI            | bronz     |
| Stazione di Albaredo                        | Via Stazione, 60                       | Vedelago                      | TV    | RFI            | bronz     |
| Stazione di Altavilla-Tavernelle            | Piazzale Stazione, 35                  | Altavilla Vicentina           | VI    | RFI            | ezüst     |
| Stazione di Anconetta                       | Viale Trieste                          | Vicenza                       | VI    | RFI            | bronz     |
| Stazione di Annone Veneto                   | Via S. Antonio, 41                     | Annone Veneto                 | VE    | RFI            | bronz     |
| Stazione di Arquà                           | Via Stazione, 65                       | Arquà Polesine                | RO    | RFI            | bronz     |
| Stazione di Badia Polesine                  | Viale Stazione, 238                    | Badia Polesine                | RO    | RFI            | bronz     |
| Stazione di Baricetta                       | Via Stazione, 1                        | Adria                         | RO    | RFI            | bronz     |
| Stazione di Bassano del Grappa              | Via Chilesotti, 17                     | Bassano del Grappa            | VI    | RFI            | ezüst     |
| Stazione di Battaglia Terme                 | Via G. Marconi, 9                      | Battaglia Terme               | PD    | RFI            | ezüst     |
| Stazione di Belluno                         | Piazzale Vittime delle Foibe           | Belluno                       | BL    | Centostazioni  | ezüst     |
| Stazione di Bevilacqua                      | Via Stazione, 1                        | Bevilacqua                    | VR    | RFI            | bronz     |
| Stazione di Bonferraro                      | Via Oberdan, 18                        | Sorga                         | VR    | RFI            | bronz     |
| Stazione di Boschi Sant’Anna                | Viale Stazione, 1                      | Boschi Sant’Anna              | VR    | RFI            | bronz     |
| Stazione di Bovolone                        | Viale Stazione, 18                     | Bovolone                      | VR    | RFI            | bronz     |
| Stazione di Busche-Lentiai-Mel              | Via Stazione, 11 - fraz. Busche        | Cesiomaggiore                 | BL    | RFI            | bronz     |
| Stazione di Buttapietra                     | Viale della Stazione, 1                | Buttapietra                   | VR    | RFI            | bronz     |
| Stazione di Calalzo-Pieve di Cadore-Cortina | Via Stazione, 34                       | Calalzo di Cadore             | BL    | RFI            | ezüst     |
| Stazione di Caldiero                        | Via Stazione, 1                        | Caldiero                      | VR    | RFI            | ezüst     |
| Stazione di Campodarsego                    | Via Stazione, 9/a                      | Campodarsego                  | PD    | RFI            | ezüst     |
| Stazione di Camposampiero                   | Via Marconi, 24                        | Camposampiero                 | PD    | RFI            | ezüst     |
| Stazione di Canaro                          | Via della Stazione, 1                  | Canaro                        | RO    | RFI            | bronz     |
| Stazione di Carmignano di Brenta            | Via Provinciale, 38                    | Carmignano di Brenta          | PD    | RFI            | bronz     |
| Stazione di Carpanè-Valstagna               | Piazza G. Valle, 2 - fraz. Carpanè     | San Nazario                   | VI    | RFI            | bronz     |
| Stazione di Cassola                         | Via Roma, 28                           | Cassola                       | VI    | RFI            | bronz     |
| Stazione di Castagnaro                      | Via Stazione                           | Castagnaro                    | VR    | RFI            | bronz     |
| Stazione di Castelfranco Veneto             | Via Meneghini, 15                      | Castelfranco Veneto           | TV    | Centostazioni  | arany     |
| Stazione di Castello di Godego              | Via Grande, 37                         | Castello di Godego            | TV    | RFI            | ezüst     |
| Stazione di Castelnuovo del Garda           | Via Stazione                           | Castelnuovo del Garda         | VR    | RFI            | bronz     |
| Stazione di Cavanella d’Adige               | Via Lungo Adige, 66                    | Chioggia                      | VE    | RFI            | bronz     |
| Stazione di Cavazzale                       | Viale Stazione, 1                      | Monticello Conte Otto         | VI    | RFI            | bronz     |
| Stazione di Ceggia                          | Viale Duca d’Aosta, 22                 | Ceggia                        | VE    | RFI            | bronz     |
| Stazione di Cerea                           | Piazza Martiri della Libertà           | Cerea                         | VR    | RFI            | bronz     |
| Stazione di Ceregnano                       | Piazza Marconi, 21                     | Ceregnano                     | RO    | RFI            | bronz     |
| Stazione di Chioggia                        | Via Stazione, 4                        | Chioggia                      | VE    | RFI            | bronz     |
| Stazione di Cismon del Grappa               | Via Roma, 26                           | Cismon del Grappa             | VI    | RFI            | bronz     |
| Stazione di Cittadella                      | Piazzale Stazione, 7                   | Cittadella                    | PD    | RFI            | ezüst     |
| Stazione di Conegliano                      | Via Carducci, 45                       | Conegliano                    | TV    | RFI            | ezüst     |
| Stazione di Cornuda                         | Piazza Martiri della Libertà, 2        | Cornuda                       | TV    | RFI            | ezüst     |
| Stazione di Costa                           | Viale Vittorio Emanuele II             | Costa di Rovigo               | RO    | RFI            | bronz     |
| Stazione di Dolcè                           | Via Chiesa                             | Dolcè                         | VR    | RFI            | bronz     |
| Stazione di Dolo                            | Via Stazione, 56/a                     | Mirano                        | VE    | RFI            | ezüst     |
| Stazione di Domegliara-Sant’Ambrogio        | Via Stazione, 42                       | Sant’Ambrogio di Valpolicella | VR    | RFI            | ezüst     |
| Stazione di Dossobuono                      | Via S.Luca, 10                         | Villafranca di Verona         | VR    | RFI            | ezüst     |
| Stazione di Dueville                        | Via Stazione, 23                       | Dueville                      | VI    | RFI            | ezüst     |
| Stazione di Este                            | Via P.Amedeo                           | Este                          | PD    | RFI            | ezüst     |
| Stazione di Fagarè                          | Via Montello                           | San Biagio di Callalta        | TV    | RFI            | bronz     |
| Stazione di Fanzolo                         | Via Monte Grappa, 7                    | Vedelago                      | TV    | RFI            | bronz     |
| Stazione di Feltre                          | Via Piave, 2                           | Feltre                        | BL    | RFI            | ezüst     |
| Stazione di Fontaniva                       | Via Roma, 65                           | Fontaniva                     | PD    | RFI            | bronz     |
| Stazione di Fossalta di Piave               | Via Fossetta, 2                        | Musile di Piave               | VE    | RFI            | bronz     |
| Stazione di Fratta                          | Via T. Tasso                           | Fratta Polesine               | RO    | RFI            | bronz     |
| Stazione di Fratte Centro                   | Via Fontane Bianche, 3                 | Santa Giustina in Colle       | PD    | RFI            | bronz     |
| Stazione di Gaggio Porta Est                | Via Don Luigi Sturzo, 46               | Marcon                        | VE    | RFI            | bronz     |
| Stazione di Galliera Veneta-Tombolo         | Via Monte Grappa, 18                   | Tombolo                       | PD    | RFI            | bronz     |
| Stazione di Gorgo al Monticano              | Via Marconi, 9                         | Gorgo al Monticano            | TV    | RFI            | bronz     |
| Stazione di Grisignano di Zocco             | Via Stazione, 66                       | Grisignano di Zocco           | VI    | RFI            | ezüst     |
| Stazione di Isola della Scala               | Viale Ungheria, 21                     | Isola della Scala             | VR    | RFI            | ezüst     |
| Stazione di Istrana                         | Viale Europa, 16                       | Istrana                       | TV    | RFI            | ezüst     |
| Stazione di Lama                            | Via Pio X, 12                          | Ceregnano                     | RO    | RFI            | bronz     |
| Stazione di Lancenigo                       | Via Libertà, 18                        | Villorba                      | TV    | RFI            | ezüst     |
| Stazione di Legnago                         | Viale Stazione, 1                      | Legnago                       | VR    | RFI            | ezüst     |
| Stazione di Lendinara                       | Via Roma, 32                           | Lendinara                     | RO    | RFI            | bronz     |
| Stazione di Lerino                          | Via Camisana, 193                      | Torri di Quartesolo           | VI    | RFI            | ezüst     |
| Stazione di Lison                           | Via Attigliana, 55/57                  | Portogruaro                   | VE    | RFI            | bronz     |
| Stazione di Longarone-Zoldo                 | Via Alemagna, 2                        | Longarone                     | BL    | RFI            | bronz     |
| Stazione di Lonigo                          | Via Trassegno, 1                       | Lonigo                        | VI    | RFI            | ezüst     |
| Stazione di Loreo                           | Viale Stazione, 18                     | Loreo                         | RO    | RFI            | bronz     |
| Stazione di Maerne di Martellago            | Via Circonvallazione, 64               | Martellago                    | VE    | RFI            | ezüst     |
| Stazione di Marano Vicentino                | Viale Stazione, 82                     | Marano Vicentino              | VI    | RFI            | bronz     |
| Stazione di Meolo                           | Via Marconi, 3                         | Meolo                         | VE    | RFI            | ezüst     |
| Stazione di Mestrino                        | Via Cà Zen, 1                          | Mestrino                      | PD    | RFI            | ezüst     |
| Stazione di Mira-Mirano                     | Via Miranese, 76                       | Mira                          | VE    | RFI            | ezüst     |
| Stazione di Mogliano Veneto                 | Via Toti dal Monte, 3                  | Mogliano Veneto               | TV    | RFI            | ezüst     |
| Stazione di Monselice                       | Via Trento e Trieste, 60               | Monselice                     | PD    | RFI            | ezüst     |
| Stazione di Montagnana                      | Viale Spalato, 31                      | Montagnana                    | PD    | RFI            | ezüst     |
| Stazione di Montebello                      | Via Stazione, 16                       | Montebello Vicentino          | VI    | RFI            | ezüst     |
| Stazione di Montebelluna                    | Viale Stazione, 11                     | Montebelluna                  | TV    | RFI            | ezüst     |
| Stazione di Motta di Livenza                | Piazzale Stazione, 7                   | Motta di Livenza              | TV    | RFI            | bronz     |
| Stazione di Mozzecane                       | Via Regina Margherita                  | Mozzecane                     | VR    | RFI            | bronz     |
| Stazione di Noale-Scorzè                    | Via Sailer, 11                         | Noale                         | VE    | RFI            | ezüst     |
| Stazione di Nogara                          | Via V.Emanuele III, 53                 | Nogara                        | VR    | RFI            | ezüst     |
| Stazione di Occhiobello                     | via Pepoli                             | Occhiobello                   | RO    | RFI            | bronz     |
| Stazione di Oderzo                          | Via Garibaldi, 157                     | Oderzo                        | TV    | RFI            | bronz     |
| Stazione di Olmi Spercenigo                 | Viale 1° Maggio                        | San Biagio di Callalta        | TV    | RFI            | bronz     |
| Stazione di Orsago                          | Via Roma, 38                           | Orsago                        | TV    | RFI            | bronz     |
| Stazione di Ospedaletto Euganeo             | Via Stazione ,1                        | Ospedaletto Euganeo           | PD    | RFI            | bronz     |
| Stazione di Padova                          | Piazzale Stazione, 14                  | Padova                        | PD    | Centostazioni  | platinum  |
| Stazione di Paese                           | Via Stazione, 14                       | Paese                         | TV    | RFI            | bronz     |
| Stazione di Paese-Castagnole                | Via Gramsci, 9                         | Paese                         | TV    | RFI            | bronz     |
| Stazione di Pederobba-Cavaso-Possagno       | Via Marconi, 7                         | Pederobba                     | TV    | RFI            | bronz     |
| Stazione di Perarolo di Cadore              | Via Fontanelle                         | Perarolo di Cadore            | BL    | RFI            | bronz     |
| Stazione di Peri                            | Via della Stazione, 88                 | Dolcè                         | VR    | RFI            | bronz     |
| Stazione di Peschiera del Garda             | Piazzale Stazione, 1                   | Peschiera del Garda           | VR    | RFI            | ezüst     |
| Stazione di Pianzano                        | Via S.Urbano, 51                       | Godega di Sant'Urbano         | TV    | RFI            | ezüst     |
| Stazione di Piombino Dese                   | Via Stazione, 6                        | Piombino Dese                 | PD    | RFI            | ezüst     |
| Stazione di Polesella                       | Via 1° Maggio, 1000                    | Polesella                     | RO    | RFI            | bronz     |
| Stazione di Ponte di Brenta                 | Via S.Marco, 255                       | Padova                        | PD    | RFI            | bronz     |
| Stazione di Ponte di Piave                  | Via Roma 72/74                         | Ponte di Piave                | TV    | RFI            | bronz     |
| Stazione di Ponte nelle Alpi-Polpet         | Viale Stazione, 1                      | Ponte nelle Alpi              | BL    | RFI            | ezüst     |
| Stazione di Portogruaro-Caorle              | Via A.Diaz, 10/12                      | Portogruaro                   | VE    | RFI            | ezüst     |
| Stazione di Postioma                        | Via On. Visentin, 22                   | Paese                         | TV    | RFI            | bronz     |
| Stazione di Preganziol                      | Via Roma, 34                           | Preganziol                    | TV    | RFI            | ezüst     |
| Stazione di Primolano                       | Via Stazione, 1                        | Cismon del Grappa             | VI    | RFI            | bronz     |
| Stazione di Quarto d'Altino                 | Via Stazione, 141                      | Quarto d'Altino               | VE    | RFI            | ezüst     |
| Stazione di Quero-Vas                       | Via Stazione, 1X                       | Quero                         | BL    | RFI            | bronz     |
| Stazione di Resana                          | Via Vittorio Veneto, 114               | Resana                        | TV    | RFI            | bronz     |
| Stazione di Rosà                            | Via Garibaldi, 88                      | Rosa                          | VI    | RFI            | bronz     |
| Stazione di Rosolina                        | Viale Marconi, 110                     | Rosolina                      | RO    | RFI            | bronz     |
| Stazione di Rossano Veneto                  | Via Stazione, 9                        | Rossano Veneto                | VI    | RFI            | bronz     |
| Stazione di Rovigo                          | Piazza Riconscenza, 7                  | Rovigo                        | RO    | Centostazioni  | arany     |
| Stazione di Sant'Anna di Chioggia           | Piazza Baldin, 46                      | Chioggia                      | VE    | RFI            | bronz     |
| Stazione di San Biagio di Callalta          | Via Stazione, 27                       | San Biagio di Callalta        | TV    | RFI            | bronz     |
| Stazione di San Bonifacio                   | Piazza Stazione, 8                     | San Bonifacio                 | VR    | RFI            | ezüst     |
| Stazione di Santa Croce del Lago            | Frazione S. Croce, 3                   | Farra d’Alpago                | BL    | RFI            | bronz     |
| Stazione di San Donà di Piave-Jesolo        | Via Baron, 46                          | San Dona di Piave             | VE    | RFI            | ezüst     |
| Stazione di Sant'Elena-Este                 | Via Cesare Battisti, 1                 | Sant’Elena                    | PD    | RFI            | bronz     |
| Stazione di San Giorgio delle Pertiche      | Via Roma, 38                           | San Giorgio delle Pertiche    | PD    | RFI            | bronz     |
| Stazione di Santa Giustina-Cesio            | Viale della Stazione                   | Santa Giustina                | BL    | RFI            | bronz     |
| Stazione di San Marino                      | Via Monte Grappa, 40                   | San Nazario                   | VI    | RFI            | bronz     |
| Stazione di San Martino Buon Albergo        | Via Roma, 1                            | San Martino Buon Albergo      | VR    | RFI            | bronz     |
| Stazione di San Martino di Lupari           | Viale Mazzini, 16                      | San Martino di Lupari         | PD    | RFI            | bronz     |
| Stazione di San Nazario                     | Via Europa, 34                         | San Nazario                   | VI    | RFI            | bronz     |
| Stazione di San Pietro in Gù                | Via Marconi, 4                         | San Pietro in Gu              | PD    | RFI            | bronz     |
| Stazione di San Stino di Livenza            | Viale Stazione, 155/a                  | Santo Stino di Livenza        | VE    | RFI            | ezüst     |
| Stazione di San Trovaso                     | Via Franchetti                         | Preganziol                    | TV    | RFI            | ezüst     |
| Stazione di Saletto                         | Via Stazione                           | Saletto                       | PD    | RFI            | bronz     |
| Stazione di Salzano-Robegano                | Via Monte Grappa, 96/a                 | Salzano                       | VE    | RFI            | ezüst     |
| Stazione di Sanguinetto                     | Via Roma, 31                           | Sanguinetto                   | VR    | RFI            | bronz     |
| Stazione di Schio                           | Via Baccarini, 12                      | Schio                         | VI    | RFI            | ezüst     |
| Stazione di Sedico-Bribano                  | Piazza Martiri, 17                     | Sedico                        | BL    | RFI            | bronz     |
| Stazione di Soffratta                       | Via Pasqualis, 97 loc. Soffratta       | Vittorio Veneto               | TV    | RFI            | bronz     |
| Stazione di Solagna                         | Via Roma, 9                            | Solagna                       | VI    | RFI            | bronz     |
| Stazione di Spinea                          | Via Martiri 11 settembre 2001          | Spinea                        | VE    | RFI            | ezüst     |
| Stazione di Spresiano                       | Via Lazzaris, 33                       | Spresiano                     | TV    | RFI            | ezüst     |
| Stazione di Stanghella                      | Via Roma, 39                           | Stanghella                    | PD    | RFI            | bronz     |
| Stazione di Stazione per l'Alpago           | Frazione La Secca, 11                  | Ponte nelle Alpi              | BL    | RFI            | bronz     |
| Stazione di Susegana                        | Piazza Stazione, 15 Ponte della Priula | Susegana                      | TV    | RFI            | ezüst     |
| Stazione di Teglio Veneto                   | Via Case Sparse, 44                    | Teglio Veneto                 | VE    | RFI            | bronz     |
| Stazione di Terme Euganee-Abano-Montegrotto | Viale Stazione, 6                      | Montegrotto Terme             | PD    | RFI            | ezüst     |
| Stazione di Thiene                          | Piazza Matteotti, 1                    | Thiene                        | VI    | RFI            | ezüst     |
| Stazione di Trebaseleghe                    | Via Manetti                            | Trebaseleghe                  | PD    | RFI            | bronz     |
| Stazione di Trevignano-Signoressa           | Via Stazione, 2                        | Trevignano                    | TV    | RFI            | bronz     |
| Stazione di Treviso Centrale                | Piazza Duca d'Aosta, 8                 | Treviso                       | TV    | Centostazioni  | arany     |
| Stazione di Venezia Carpenedo               | Via Trezzo, 42                         | Velence                       | VE    | RFI            | bronz     |
| Stazione di Venezia Mestre                  | Piazzale Favretti                      | Velence                       | VE    | GrandiStazioni | arany     |
| Stazione di Venezia Mestre Ospedale         | c/o ospedale dell'angelo               | Velence                       | VE    | RFI            | ezüst     |
| Stazione di Venezia Porto Marghera          | Via della Libertà, 9                   | Velence                       | VE    | RFI            | ezüst     |
| Stazione di Venezia Santa Lucia             | Fondamenta S. Lucia Venezia            | Velence                       | VE    | GrandiStazioni | platinum  |
| Stazione di Verona Porta Nuova              | Piazzale XXV Aprile, 6                 | Verona                        | VR    | GrandiStazioni | platinum  |
| Stazione di Verona Porta Vescovo            | Piazzale Porta Vescovo, 1              | Verona                        | VR    | RFI            | ezüst     |
| Stazione di Vicenza                         | Viale Venezia, 14/B                    | Vicenza                       | VI    | Centostazioni  | arany     |
| Stazione di Vigodarzere                     | Via Stazione, 20                       | Vigodarzere                   | PD    | RFI            | bronz     |
| Stazione di Vigonza-Pianiga                 | Via Ariosto                            | Vigonza                       | PD    | RFI            | ezüst     |
| Stazione di Villa del Conte                 | Via Stazione, 1                        | Villa del Conte               | PD    | RFI            | bronz     |
| Stazione di Villabartolomea                 | Via Stazione                           | Villa Bartolomea              | VR    | RFI            | bronz     |
| Stazione di Villafranca di Verona           | Piazza Risorgimento, 44                | Villafranca di Verona         | VR    | RFI            | ezüst     |
| Stazione di Villaverla-Montecchio           | Via Stazione, 1                        | Montecchio Precalcino         | VI    | RFI            | bronz     |
| Stazione di Vittorio Veneto                 | Via Trento Trieste                     | Vittorio Veneto               | TV    | RFI            | ezüst     |